# Zuzana Licko
Zuzana Licko (ur. w 1961 w Bratysławie jako Zuzana Ličko) – amerykańska projektantka krojów pisma pochodzenia czechosłowackiego, współzałożycielka magazynu Emigre poświęconego projektowaniu graficznemu.

## Życie
Licko urodziła się w 1961 roku w Bratysławie na terenie ówczesnej Czechosłowacji. W roku 1968 wraz z rodziną zamieszkała w Stanach Zjednoczonych. Studiowała architekturę, fotografię i programowanie komputerowe. Początkowo jej celem było zdobycie dyplomu z architektury, jednak zmieniła swoją decyzję, twierdząc, że praca architekta ma zbyt wiele wspólnego z biznesem. Ostatecznie w 1984 roku ukończyła studia z zakresu komunikacji wizualnej na Uniwersytecie Kalifornijskim w Berkeley. W czasie studiów uczęszczała na zajęcia z kaligrafii. Mimo że jest osobą leworęczną musiała kaligrafować prawą ręką, co zniechęciło ją do kaligrafii i wpłynęło na styl projektowania krojów pisma (oparty w większym stopniu na metodach komputerowych).
Pierwszy font stworzony przez Licko był zaprojektowany w alfabecie greckim. Licko zaprojektowała go na potrzeby ojca, biomatematyka na Uniwersytecie Kalifornijskim w San Francisco, któremu pomagała w zadaniach związanych z przetwarzaniem danych.
Mężem Licko jest projektant graficzny Rudy VanderLans. W wywiadzie dla magazynu „Eye” tak opisywała ich relację:

Spotkaliśmy się na Uniwersytecie Kalifornijskim w Berkeley, gdzie studiowałem w College of Environmental Design, a Rudy był absolwentem fotografii. To było w latach 1982–83. Po studiach oboje wykonywaliśmy przeróżne prace związane z dizajnem. Nie mieliśmy jednego określonego kierunku. Później, w 1984 roku, wprowadzono Macintosha, kupiliśmy jednego i wszystko zaczęło się układać. Obojgu nam, każdemu na swój własny sposób, bardzo podobał się ten sprzęt. Zmusił nas do zakwestionowania wszystkiego, co wiedzieliśmy o designie. Oboje cieszyliśmy się, sprawdzając, jak daleko można przekroczyć granice. Rudy jest bardziej intuicyjny, ja bardziej metodyczna. Yin i Yang. Od początku do siebie pasowaliśmy.

## Emigre
W roku 1984 Licko i VanderLans założyli firmę Emigre (znaną również Emigre Graphics), zajmującą się projektowaniem fontów. W latach 1984–2005 Emigre Graphics wydawało czasopismo Emigre. Kolejne numery Emigre były okazją do zaprezentowania fontów zaprojektowanych przez Licko. W 1996 roku zaprezentowała font Mrs Eaves, oparty na kroju Baskerville i font Filosofia, oparty na kroju Bodoni. Oba fonty są autorską interpretacją historycznych krojów pisma.

## Nagrody
W 1994 roku Zuzanna Licko i Rudy VanderLans otrzymali The Chrysler Design Award, przyznawaną architektom i projektantom graficznym, którzy wywarli znaczący wpływ na współczesną kulturę amerykańską. W 1996 roku parze przyznano The Publish Magazine Impact Award za pracę nad wydaniami Emigre. W roku 1997 Licko i VanderLans zostali uhonorowani złotym medalem przyznawanym przez an American Institute for Graphic Arts. W roku 1998 otrzymali The Charles Nyples Award za innowacyjność w typografii.

## Fonty zaprojektowane przez Licko
- Lo-Res, 1985
- Modula, 1985
- Citizen, 1986
- Matrix, 1986
- Lunatix, 1988
- Oblong, 1988
- Senator, 1988
- Variex, 1988
- Elektrix, 1989
- Triplex, 1989
- Journal, 1990
- Tall Pack, 1990
- Totally Gothic, 1990
- Totally Glyphic, 1990
- Matrix Script, 1992
- Matrix Inline, 1992
- Modula Tall, 1992
- Narly, 1993
- Dogma, 1994
- Whirligig, 1994
- Base Nine and Twelve, 1995
- Soda Script, 1995
- Modula Round sans, 1995
- Mrs. Eaves, 1996
- Filosofia, 1996
- Base Monospace, 1997
- Hypnopaedia, 1997
- Tarzana, 1998
- Solex, 2000
- Fairplex, 2002
- Puzzler, 2005
- Mr. Eaves Sans and Modern, 2009
- Base 900, 2010
- Program, 2013